# مارژوری نوئل
مارژوری نوئل (به انگلیسی: Marjorie Noël) (زاده ۲۵ دسامبر ۱۹۴۵-درگذشته ۳۰ آوریل ۲۰۰۰) خواننده فرانسوی بود.
او نماینده موناکو در یوروویژن ۱۹۶۵ بود.